# Kosmos 2392
Kosmos 2392, ruski izviđački satelit iz programa Kosmos. Vrste je Araks (-N 11F664 No. 6421). 
Lansiran je 25. srpnja 2002. godine u 15:13 s kozmodroma Bajkonura u Rusiji. Lansiran je u nisku orbitu oko planeta Zemlje raketom nosačem Proton-K/DM-5 8K72K. Orbita mu je bila 1512 km u perigeju i 1840 km u apogeju. Orbitna inklinacija mu je bila 63,46°. Spacetrackov kataloški broj je 27470. COSPARova oznaka je 2002-037-A. Zemlju je obilazio u 119,89 minuta. Pri lansiranju masa s gorivom bila je 2,6 tona.
Nosio je fotografski uređaj s 1,6 metarskim zrcalnim teleskopom kojim može dobiti slike razlučivosti jednog metra. Slike su bile predviđene za prodaju preko ruskog poduzeća.
Nekoliko je dijelova satelita, blok rakete i poklopac senzora ostali su kružiti u niskoj orbiti, a dio njih se vratio u atmosferu.

## Vanjske poveznice
- N2YO.com Search Satellite Database
- Celes Trak SATCAT Format Documentation (engl.)
- Kunstman  Arhivirana inačica izvorne stranice od 12. kolovoza 2019. (Wayback Machine) Satellites in Orbit (engl.)